# Kościół św. Idziego w Gronowicach
Kościół św. Idziego – rzymskokatolicki kościół filialny, położony w miejscowości Gronowice (gmina Lasowice Wielkie). Kościół należy do parafii św. Marii Magdaleny w Starym Oleśnie w dekanacie Olesno, diecezji opolskiej.

## Historia kościoła
W 1910 roku do Gronowic została przeniesiona drewniana kaplica szpitalna w Oleśnie, pochodząca z 1635 roku.  W 1959 roku została ona odnowiona, w trakcie remontu m.in. oszalowano wnętrze deskami. Kościół ten spłonął 16 sierpnia 1995 roku. W jego miejsce w 1997 roku wybudowano nową świątynię.